# Хохгалль
Хохгалль (нем. Hochgall) — самая высокая гора в горной цепи Ризерфернергруппе системы Центральных Восточных Альп. Расположена в итальянской провинции Южный Тироль области Трентино-Альто-Адидже в 500 м от итальянско-австрийской границы.

## Восхождение

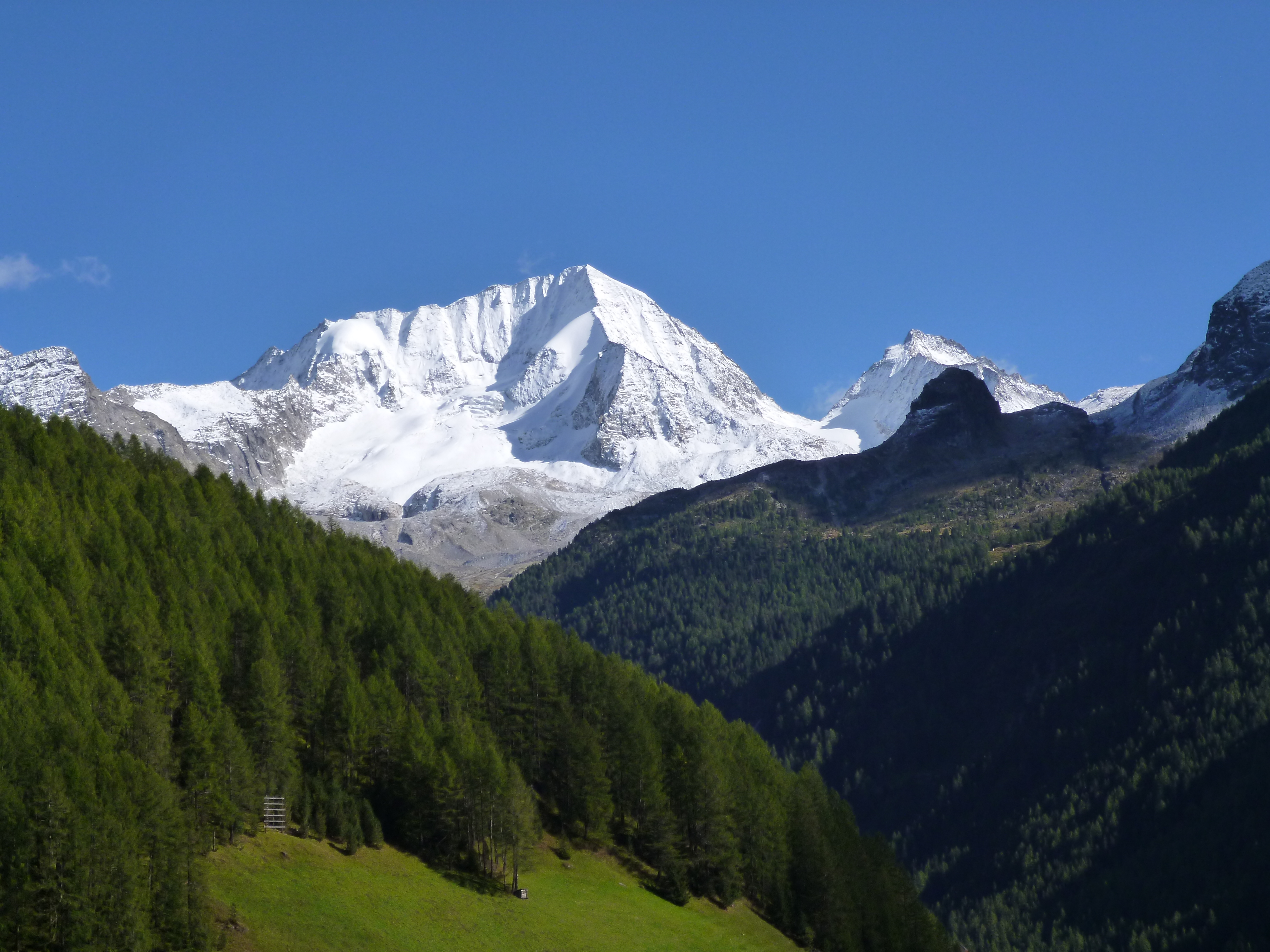
Вид на Хохгалль с запада от Кампо-Турес. Справа на заднем плане виден пик Вильдгалль.

Для исследования земель в Австрии в 1853—1854 годы Герман ван Акен и гиды из долины Деферегген взошли на гору летом 1854 году с востока по северо-восточному кряжу. В опасных условиях они смогли установить сигнал на второстепенном пике 3371/3354 м, где гребень вершины отходит от водораздела (и нынешней австрийско-итальянской границы). Партия достигла вершины от Санкт-Якоб-ин-Дефереггена за 10 часов. Несколько лет спустя Пол Громанн взял интервью у одного из гидов, который сказал ему, что некоторые из них продолжили путь на самый высокий пик. Это подтвердилось, когда вторая группа, поднявшаяся по этому маршруту в 1876 году, нашла палку для скалолазания недалеко от главной вершины.
Тем не менее это восхождение было малоизвестным, и когда 14 лет спустя Карл Хофманн и В. Кальтдорф посетили долину Деферегген, они узнали от местных жителей, что гора недоступна и на неё никто не восходил. Не имея возможности нанять гидов, они отправились в путь через Кламльох к северу от горы к коммуне Занд-ин-Тауферс, где нашли Георга Вайсса и Ганса Оберарцбахера, которые двумя годами ранее впервые поднялся на гору Шнеебигер Нок, пожелавших помочь им. 3 августа 1868 года партия достигла главной вершины на северо-западном хребте через Миттель-Ризерфернер. Этот маршрут был повторен в 1871 году и с вариациями в 1873 и 1875 годах.
Покорение западного склона было впервые осуществлено в 1879 году, а восхождение по южной стороне от коммуны Разен-Антхольц было совершено только в сентябре 1890 года Хансом и Георгом Нидервизерами под руководством Карла Любера.